# Garo-Khasi
Garo-Khasi és una cadena muntanyosa de l'estat de Meghalaya, a l'Índia.
Està formada per dues serralades:
- Les muntanyes Garo
- Les muntanyes Khasi